# 赤い刺青の男
『赤い刺青の男』（あかいいれずみのおとこ、The Man with the Red Tattoo）は、レイモンド・ベンソンの007シリーズ最後の小説。

## あらすじ
東京発ロンドン行きのJAL機内で、西ナイル熱に酷似した症状を呈して、若く美しい日英ハーフの女性が急死する。時を同じくして、日本で製薬会社を営む彼女の家族もまた、東京近郊の自宅で同じ病気で死亡していた。遺体には蚊の刺し痕があったが、蚊に刺されての発症とは不可解である。折りしも日本ではG8サミットが開催されるため、要人暗殺の細菌テロの可能性もあった。英国情報局秘密情報部MI6は事件解明と英国首相警護のため、ジェームズ・ボンドを日本へ派遣する。（小説版での）『007は二度死ぬ』の任務遂行中に記憶喪失に陥るなど、良い思い出の無い日本への旅立ちを躊躇うボンドであったが、公安調査庁の最高幹部であり『007は二度死ぬ』の任務で連携した旧知のタイガー田中と忠犬ハチ公の銅像の前で再会、協力して事件の謎を追う。

## 映画化希望とロケ招致活動
1967年（昭和42年）に公開された日本が舞台の『007は二度死ぬ』へのオマージュがちりばめられた本作であるが、結局映画化はされなかった。『007ドクター・ノオ』（1962年）から『007 スペクター』（2015年）まで50年以上にわたり24作が製作された007シリーズであるが、イアン・フレミング以外の後継作家による小説が映画化された例はない。フレミング原作でさえ、当初は原作に比較的忠実に映画化されていたが、次第にタイトルだけ拝借してストーリーは脚本家によって大幅に脚色された内容になっていった。フレミングの主だった作品が映画化されてしまった後は、脚本家が映画向けに創作したオリジナルストーリーが続いていた。
しかしながら、作中に幾つかの観光地が実名で登場する北海道登別市と香川県の映画化実現への熱意は強く、特に物語後半でG8サミット会場として描かれている直島がある香川県は2004年6月、県や映画愛好家らが007を香川に呼ぶ秘密情報部を発足させ、映画化とロケ誘致を目指す署名活動を開始した。当初目標は5万人の署名集めであったが2004年11月18日に達成した。また、独自に署名集めを行った登別市も香川県との共同歩調を取るべく、2万6千人強集まった署名を香川県に預け、両県市の集めた署名の合計が8万4千人を突破、その後も署名は増え続けた。また、誘致活動のPRの一環として、「香川のボンドガール」コンテストの開催、「香川のジェームズ・ボンド」の選出、短編映画「直島より愛をこめて」の製作などを行った。民間のみならず2006年9月には香川県副知事が渡米し、ソニー・ピクチャーズ エンタテインメントを訪れて招致活動を行った。
2008年の第34回G8開催国は日本に当たっていたが、同年はちょうどイアン・フレミング生誕100周年でもあり、現実のG8と順当に行けば007第22作が撮影に入っていてもおかしくない2008年にオーバーラップしていた。しかも香川県は岡山県と共同で「瀬戸内サミット」として首脳会議を原作同様直島町の施設で実施するべく誘致活動を行なっていた。しかし、小説のとおりにならず、首脳会議は結局最後に誘致を表明した北海道・洞爺湖に決定された。ちなみに他には兵庫・大阪・京都の3府県と横浜市・新潟市が誘致に名乗りを上げていた。
折りしも、2004年9月13日、007シリーズの制作を手がけるアメリカ合衆国の映画会社「メトロ・ゴールドウィン・メイヤー」の買収をソニーが発表。同社は1989年にコロムビア映画（現・ソニー・ピクチャーズエンタテインメント）も買収して傘下に収めており、消費者の買いたがる魅力的なソフトを多数抱えたほうが優位に立てると目される第3世代光ディスク（当時の「次世代DVD」）規格争いにおいて、Blu-ray Disc方式を提唱するソニー・松下陣営の一翼を担うソニーが007シリーズを掌中に収めることにより、また小説『赤い刺青の男』のG8サミット会場に設定されている香川県直島町にあるホテル付きの美術館ベネッセハウスを経営するベネッセコーポレーションの当時の社長森本昌義がソニー出身でソニー・アメリカ現地法人社長の経験もあること、かつてソニーも007映画の制作に乗り出したが当時は映画化権を有していないことを理由に提訴されて敗訴し断念した経緯があることからその時のリベンジを狙うのではないか、との材料から関係者の間では007第22作こそ日本ロケが実現するのではないかとの期待もあった。
松岡圭祐の推理小説『万能鑑定士Qの推理劇 II』で『赤い刺青の男』と直島のロケ招致活動が後半の題材になっており、謎解きに大きく拘わる。また、松岡は直島でのこの騒動の顛末を『ジェームズ・ボンドは来ない』(2014年)でドキュメンタリー風小説として書いている。

## 特記事項
作中に日本各地が登場するが、中でも北海道登別市、香川県直島町が映画化実現とロケ誘致を目指して署名集めなどの運動をしていた。
- 北海道での場面
  - 青函トンネル内での格闘
  - 札幌時計台からテレビ塔までのカーチェイス
  - 登別温泉の露天風呂での刺客たちと死闘（場所は第一滝本館。）
- 直島町での場面
  - 刺客の河童がオブジェの中に隠れてベネッセハウスに侵入
  - 河童の放った殺人蚊がサミット会場の要人を襲うがボンドの機転で阻止される
  - 河童を捕らえたボンドが大ボス吉田五郎の居場所を白状させる
  - 心臓発作を起こしたタイガー田中が救急ヘリで岡山市の病院へ向けて搬送される

### 007「赤い刺青の男」記念館（略称、007記念館）
直島町では香川県のバックアップを受けながら、地元ボランティアと寄付金のみを頼りに低予算で『007「赤い刺青の男」記念館』を造り上げ、2005年7月24日に開館した。作中に登場する心臓を模したオブジェ<傷心>を実際に制作、展示し、来館者が楽しめるように心臓内部を覗いたり、ビー玉を投入して作品を完成させる過程に参加できるような趣向が凝らされていた。また、敵の刺客河童にボンドがパンチを食らわせる構図の顔出しパネルもあり、来館者が記念スナップを撮って楽しめるようになっていた。その他、007小説の原書、翻訳本、ボンドが愛用したワルサーPPK（開館当初はマルゼン製のPPK/Sシルバーモデルだったが、現在はマルシン工業製のモデルガンが展示されていた）、ロレックスの腕時計、ボンドカーなどの模型（市販されている物なので、現在でも入手は容易）や登場人物のフィギュア、映画公開当時のパンフレット、ポスター（レプリカ）、サントラ盤、007やボンドガールを取り上げた雑誌などを展示。珍しいところでは、さいとう・たかをが劇画化した007シリーズを掲載のボーイズライフ誌のようなレア物まであった。またダニエル・クレイグの記念館宛直筆サイン入りの『007 慰めの報酬』のポスターも展示されていた。
2017年2月28日、閉館。

## 出版
- レイモンド・ベンスン『007/赤い刺青の男』早川書房、2003年10月15日。ISBN 9784150017408。
- Benson, Raymond (2002-05-02). The Man with the Red Tattoo. Hodder & Stoughton. ISBN 9780340819142